# Gesikan (Kebumen)
Gesikan is een bestuurslaag in het regentschap Kebumen van de provincie Midden-Java, Indonesië. Gesikan telt 2075 inwoners (volkstelling 2010).